# Trolla (muntanya)
El Trolla és una muntanya de 1.850 msnm, situada a la Serra de Trollheimen, al municipi noruec de Sunndal, al comtat de Møre og Rømsdal. És la muntanya més alta de la serra de Trollheimen. Es troba a uns 10 quilòmetres del nucli de població de Sunndalsøra i al voltant de 3,5 quilòmetres al nord del nucli de Grøa, tots dos pertanyent a Sunndal. La muntanya es compon de diversos pics al llarg de la seva cresta:
- Store Trolla, amb una alçada de 1.850 metres, el pic més alt de tota la serra de Trollheimen
- Nordre Trolla, amb una alçada de 1.800 metres, situada a uns 600 metres al nord-oest del Store Trolla
- Søndre Trolla, amb una alçada de 1.740 metres, que es troba a uns 800 metres al sud-est del Store Trolla

La cresta continua cap al nord fins al pic de Skarfjellet (1.790 metres).